# Yuma Kawamori
Yuma Kawamori (川森 有真 Kawamori Yuma?), född 1 februari 1993 i Mie prefektur, är en japansk fotbollsspelare.
Kawamori började sin karriär 2015 i Kagoshima United FC. 2019 blev han utlånad till Azul Claro Numazu. Han gick tillbaka till Kagoshima United FC 2020.